# 李士崑

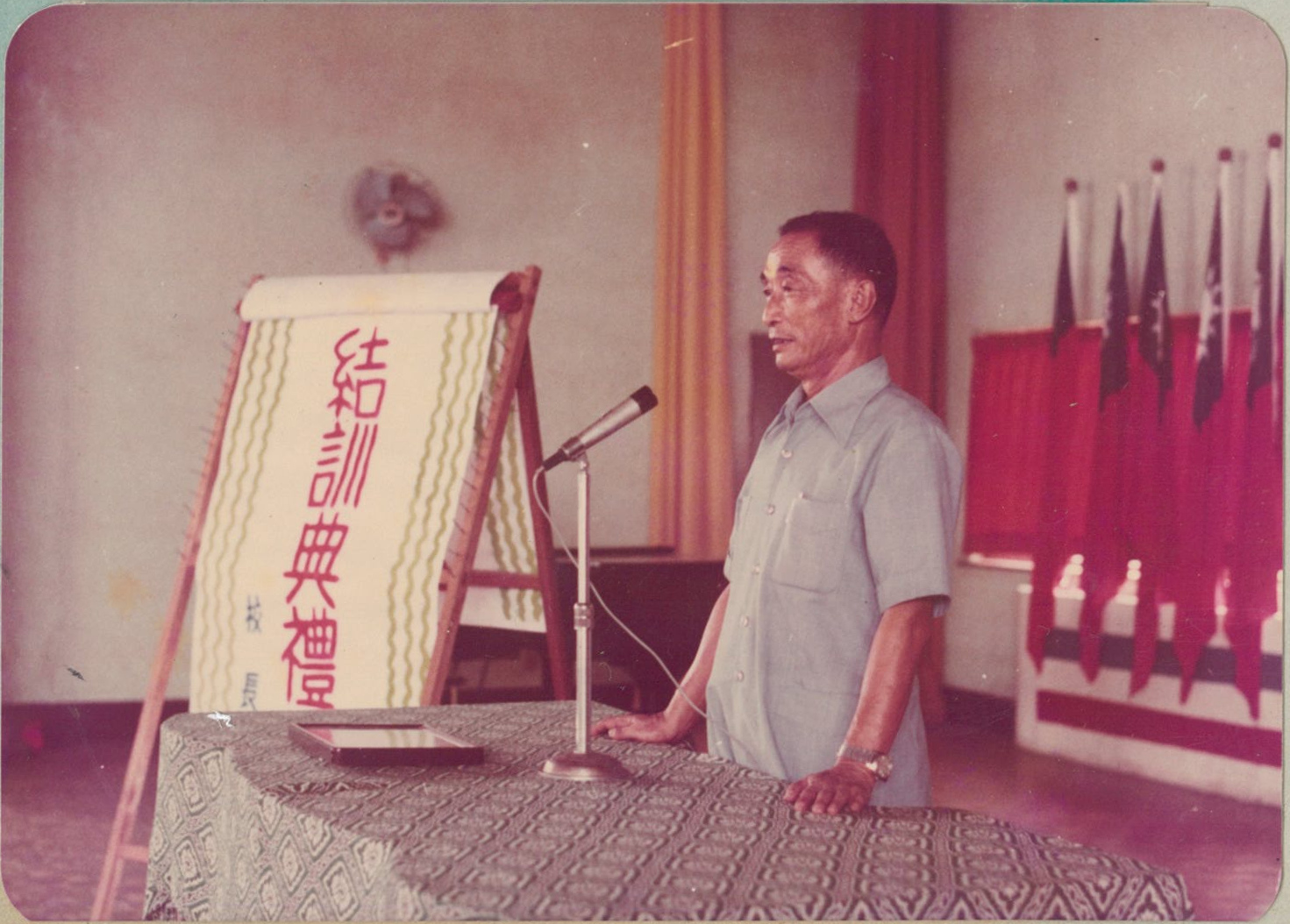
李士崑

李士崑（1921年—2009年），字玉圃，山東沂水县人。山東省立政治學院（今山东师范大学）畢業，高考及格，中央訓練團、革命實踐研究院結業。

## 生平
李士崑是山東沂水县人，生於民國10年（1921年），字玉圃。山東省立政治學院（今山东师范大学）畢業，公務人員高等考試社會行政人員及格。第二次中日戰爭期間，李奉派在山東從事中國國民黨敵後黨務工作，戰争勝利後獲國民政府頒贈抗战胜利勋章。
第二次中日戰爭結束後，李在中國大陸歷任中國國民黨膠濟鐵路特别黨部秘書、宣傳科長及山東省參議會議事組主任等職。1949年6月自青島至臺灣，在中央訓練團、革命實踐研究院結業。在臺灣，李先後任教於宜蘭縣立羅東中學（今國立羅東高中）、大甲中學（今臺中市立大甲高中）等校。1958年，時任臺灣省立鳳山中學（今國立鳳山高中）訓導主任的他在南部防衛司令官劉安奇推薦下擔任高雄縣立鳳山中學（1968年改制為高雄縣立鳳山國民中學至今）校長。1969年接任台灣省立民雄高級中學（今民雄農工）校長，任內積極改建老舊校舍、致力延聘師資。1972年11月接任臺灣省立虎尾高級中學（今國立虎尾高中）校長。
李士崑調至虎尾高中時，適逢「省辦高中，縣市辦初中」政策的實施，學生人數減少。臺灣省教育廳一度建議虎尾高中增設職業類科，轉型為綜合高中，被李拒絕。李建議採取與臺灣省立虎尾女子高級中學（虎女）合併的辦法來解決招生問題，獲廳長同意，1979年5月3日以「68教二字02503號」函示兩校自68學年度起合併，原虎女校長陳永英調任嘉義女中校長，虎女校長由李兼代。李在考量各方意見後，決議合併後以虎女校地為址，以「臺灣省立虎尾高級中學」為名。原虎中校地歸還政府，設雲林工專（今虎科大）。1985年7月退休。
退休後，李為了支持大陆亲戚创业，投资其南京市音飞储存设备（集团）股份有限公司（“音飞储存”）。2009年逝世。

### 腳註
1. 1 2 3 4 5  民国人物大辞典. . 汇感网. 2016-04-25  [2019-02-05]. （原始内容存档于2019-02-06）.
2. 1 2 3 4  李謁政 2018，第1168頁.
3. ↑  . 黃埔眷村.我們的家. 2016-10-10  [2019-02-05]. （原始内容存档于2019-02-06）.
4. ↑  . 國立民雄農工. 2016-11-29  [2019-02-05]. （原始内容存档于2014-06-25）.
5. ↑  李謁政 2018，第1170頁.
6. ↑  李謁政 2018，第1171頁.
7. ↑  吴平. . 时代周报. 2018-08-21  [2019-02-05]. （原始内容存档于2019-02-06）. 音飞储存早期是海峡两岸合资企业，中国台湾籍人士李士昆持有公司99.52%的股权。根据公司资料，李士昆生于1920年，曾在台湾某中学担任校长，他投资音飞储存的主要目的是支持大陆亲戚创业，实际上并未参与公司日常经营管理。2009年，李士昆过世，在此之前，2007年其将公司股权分别转让给了金跃跃和王晓慧，李士昆是金跃跃妻子陈媛女士外公的哥哥。